# باور7
باور 7 بالإنجليزية Power7 هو أحذث معالجات شركة آي بي إم IBM الأمريكية تحت معمارية باور Power وهو مخصص لأجهزة الخوادم ذات الأداء العالي .

## الخصائص الفنية
- المعالج مصمم بثقنية تصنيع 45 نانو متر يحتوي على 1.2 مليون ترانزيستور للنموذوج دو الأربعة أنوية .
- ذاكرة الكاش :- من المستوى الأول L2 بمقدار 64 كيلوبايت لكل نواة , 265 كيلوبايت من المستوى الثاني L2 لكل نواة , و 32 ميجابايت من ذاكرة المستوى الثالث للمعالج كاملاً (أو شريحة معالج كاملة حيث تتشارك لك نواة نفس المقدار)
- عدد الأنوية :- تحتوي كل شريحة على 4 أو 6 أو 8 أنوية(معالجات صغيرة) وكل نواة تحتوي على أربع خيوط معالجة أو ( MultiThreading ) وهي تسمى أنوية تخيلية.
- مدمج بكل معالج أحادي متحكمي ذاكرة (Memory Controllers) تصل إلى 8 متحكات بالذاكرة في النماذج ذات أربع معالجات .
- عدد المعالجات التي يمكن وضعها في شريحة واحدة (مقبس واحد) يبداء من معالج واحد إلى أربع معالجات في مقبس أو شريحة واحدة مايصل بعدد الأنوية إلى 32 نواة وهي تسمى نموذج متعدد الشرائح اختصاراَ MCM.
- معدل نقل البيانات اختصاراً BandWidth حسب تصريح الشركة سيتخطى 300 جيجابايت/ثانية وهو رقم قياسي يجعله من قمة المعالجات أداءً في معدل نقل البيانات .
- الذاكرة القياسية التي يتعامل معه المعالج هي جدول مقارنة الـ DDR3 RAM

## تفاصيل بنية المعالج
إن معالج باور7 هو معالج وحيد الرقاقة (single chip)، متعدد النوى (multi-core processor) إذ تحتوي الرقاقة على 8 نوى.. وهذا ما يعد قفزة نوعية مقارنة بالمعالجات السقة من نوع باور التي كان الحد الأقصى للنوى المتعددة فيها هو نواتين فقط (Dual-core)، وتستخدم هذه الرقاقة تقنية ال45 نانو متر 45 nm SOI (45 nanometer Silicon On Insulator Technology) تلك هي التقنية التي ساهمت بزيادة عدد الترانزستورات المثبتة على نفس الحجم من رقاقة السيليكون. لذا نجد 1.2 مليار ترانزيستور (أي 1200,000,000 ترانزيستور) على الشريحة (die) التي تمثل القطعة نصف الناقلة الواصلة بين النوى والتي تبلغ أبعادها في هذا النوع من المعالجات 567 ميليمتر مربع.
كما أن تصميم الرقاقة يتيح تركيبها في نظام مصفوفة موسعة متسقة من المعالجات (extended coherent array of processors) يصل عدد المآخذ (sockets) فيه إلى 32 مأخذ (socket).. وبما إن عدد النوى هو ثمانية في الرقاقة الواحدة سيتيح وجود 256 وحدة معالجة مركزية (central processing unit CPU) على بنية عتادية نسيجية وحيدة بشكل متسق ومتناسق.
يوضح التوصيف الذي وضعته IBM للمعالج باور7 وجود ثلاثة نقاط بنيوية هامة :
النقطة الأولى هي تزايد أهمية التســلسل الهرمي للذاكرة.
العديد من المهندســين اليوم يرون أن إدارة الذاكرة والتقليل من التزاحم عليها قد أصبحا مشكلة أكثر أهمية من البنية الصغرية بحد ذاتها لوحدة المعالجة المركزية (micro processing) في عالم النظم متعددة النواة (multi core) الحديث، وباور7 ببنيته هذه يعكس هذا الاهتمام المتزايد، وذلك بدمج إما ثلاثة أو أربعة مستويات من الذاكرة المحلية مع الأنوية على نفس الشريحة (die).
إن تغذية 8 نوى على مأخذ (socket) وحيد ليس بالأمر السهل مقارنة بما كان عليه الأمر في معالجات ثنائية النوى (dual core)، ولهذا نجد في كل معالج باور7 زوج من المتحكمات بالدفق إلى الذاكرة من نوع DDR3 كل منها رباعي القنوات (four-channel DDR3 Controllers) والتي تتيح عرضاً قدره 100 غيغا بايت في الثانية (100 GByte/s) لحزمة النقل المتواصل مع الذاكرة (sustained memory bandwidth).
و لقد قامت الـ IBM باستخدام ذاكرة من نوع e-DRAM (embedde DRAM) ذات حجم 32 ميجابايت كذاكرة خابية (الكاش) (cache) من الدرجة الثالثة (L3 cache) تم وضعها في مركز الشريحة (die) بحيث تجاور مباشرة كل ذاكرة من الذواكر الخابية (cache) من الدرجة الثانية (L2 cache) المحتواة في كل نواة من النوى الثمانية.
و من الملاحظ في هذا النوع من المعالجات أن زمن التأخير عند محاولة وصول كل وحدة معالجة مركزية CPU لمحتوى هذه الذاكرة الخابية الوسيطة ليس متساوياً بالنسبة لكافة مناطق الذاكرة هذه.. وإنما هناك مناطق أخرى من مصفوفة البايتات المؤلفة لهذه الذاكرة يمكن لوحدة المعالجة المركزية الواحدة أن تصل إليها بمعدل تأخير أخفض من المناطق المتبقية في نفس الذاكرة مما يمكن معالج الباور7 من استغلال هذه الخاصية لإيجاد ذاكرة خابية محلية يصل حجمها إلى حوالي 4 ميجابايت من درجة 2.5 (L2.5 cache) بين الذاكرتين الخابيتينن L2 و L3. يعني أن هذه المناطق ذات المعدل الأدنى في التأخير هي جزء من الـ 32 ميجابايت المؤلفة لمصفوفة بايتات الذاكرة الخابية L3 ولكن كل وحدة معالجة مركزية يمكن لها أن تصل إلى منطقتها الخاصة من هذه البايتات بمعدل تأخير يعادل خمس التأخير الحاصل عند الوصول للذاكرة L3 كاملة. 
و هذه الميزة بدورها تتيح لمعالج باور7 استخدام ذواكر خابية L2 بحجوم أصغر وسرعات وصول أكبر أي خوابي L2 ذات حجم يبلغ 256 كيلوبايت بزمن تأخير قدره 8 نبضات ساعة فقط وهنا نذكر أيضاً أن خوابي التعليمات والمعطيات المستخدمة في النوى يبلغ حجمها 32 كيلوبايت فقط.
إن توضع الذواكر على نفس الرقاقة الحاوية على النوى وهو ما يسمى بـ (on-chip memory) يتيح إمكانية التخاطب بشكل متوازي وسريع بين وحدات المعالجة CPUs من جهة والذواكر من الدرجات الثلاثة من جهة ثانية، لذا فإن عرض حزمة النقل بين الذواكر ووحدات المعالجة يبلغ ال 500 غيغا بايت في الثانية (500 GBytes/s) ولكن على الرغم من وجود هذه الآلية في توضع الذواكر ووحدات المعالجة إلا أن هذه النوى لا تزال بحاجة إلى الرجوع إلى الذاكرة الرئيسية للحاسب لذا فإن لكل نواة حزمة نقل بعرض 20 غيغا بايت في الثانية (20 GBytes/s) عند التعامل مع الذاكرة الرئيسية.
أما النقطة البنيوية الثانية الهامة في معالجات باور7 هي البنية الفائقة المتطورة التي يتمتع بها معالج باور7 حيث تمتلك كل نواة وحدها تمتلك 12 وحدة تنفيذ منفصلة، هذه الوحدات هي على النحو التالي :
- وحدتان للعمليات على الأعداد الصحيحة (integer units).
- وحدتان لعمليات التحميل والتخزين (load-store units).
- 4 وحدات لعمليات الفاصلة العائمة بدقة مضاعفة (double-precision floating point units)
- وحدة خاصة بالتفريع (branch unit).
- سجل شرطي وحيد (condition register unit).
- وحدة خاصة بالأشعة (vector unit).
- وحدة خاصة بالفاصلة العشرية العائمة (decimal floating point unit).

و تتميز النواة الواحدة أيضاً بالميزتين التاليتين :
- يمكنها أن تمرر 6 تعليمات (instructions) خلال الدور الواحد إلى كافة الوحدات التنفيذية السابقة.
- كما تعمل بآلية المسالك المتعددة المتوازية ذات أربع قنوات (4-way simultaneous multithreading "SMT") مما يعني أن الشريحة الواحدة المؤلفة من 8 نوى (8-core) تتيح إمكانية إجراء 32 threads بشكل متوازٍ وهذا من أجل المأخذ الواحد.. أي إجراء 1024 threads على نحو متوازٍ في منظومة مصفوفة المعالجات المؤلفة من 32 مأخذ (socket).

أما النقطة البنيوية الثالثة هي أن الرقاقة الواحدة وبسبب احتوائها على ثمانية نوى فهي تعمل بآلية معالجة المتعددة على التوازي (symmetric multi processing SMP) وذلك بعرض حزمة قدره 360 غيغا بايت في الثانية (360 GB/s) من أجل الرقاقة الواحدة.
و في النهاية لا بد من ذكر أن تردد عمل معالج باور7 يبلغ حوالي 4 GHz وبإمكانية تنفيذ 〖10〗^15 عملية فاصلة عائمة في الثانية الواحدة أي (10 peta flops) (10 peta floating point operation per second).